# Lligall. Revista Catalana d'Arxivística
Lligall. Revista catalana d'Arxivística és l'anuari de l'Associació d'Arxivers - Gestors de documents de Catalunya. És una de les dues publicacions de l'associació, juntament amb el seu Butlletí. La revista, que es publica en català, recull debats i aportacions sobre la teoria i la pràctica de l'arxivística i la gestió documental. Cada número inclou un dossier monogràfic, dedicat a un tema d'interès general, al costat d'altres seccions que s'ocupen de la història arxivística, la innovació o d'entrevistes a professionals vinculats amb el sector, enquestes, recursos web, formació, ressenyes bibliogràfiques, així com, informació de l'AAC.
Es va començar a editar el 1988, Des d'aleshores ha tingut una periodicitat irregular, normalment amb caràcter semestral o anual. La revista ha estat un referent pel que fa a l'organització i la formació dels professionals de l'arxivística a Catalunya i és també una plataforma que serveix per analitzar l'estat de la qüestió catalana sobre informàtica i arxius, ocupant-se de la publicació de treballs sobre automatització, com els que fan referència a les ponències presentades a les IV Jornades d'Arxivística de Catalunya. Pel que fa a la procedència de les participacions, més d'un 53% d'aquestes provenen de l'àmbit català i al voltant del 30% són estrangeres.
Lligall és una de les revistes de biblioteconomia i documentació citades per l'Institut per a la Informació Científica. A més de a Dialnet, Lligall està recollida a les bases de dades ISOC-CSIC, BEDOC, DATATHEKE i DOIS. La revista es troba valorada per CIRC (Clasificación Integrada de Revistas Científicas) dins del grup C i per CARHUS+ 2014 dins del Grup D.